# Личне (Тавреньгське сільське поселення)
Личне (рос. Лычное) — присілок в Коноському районі Архангельської області Російської Федерації.
Населення становить 1 особу. Входить до складу муніципального утворення Тавреньгське сільське поселення.

## Історія
Від 2004 року входить до складу муніципального утворення Тавреньгське сільське поселення.

## Населення
1. Н/Д[2]